# Le Papillon bleu
Pour plus de détails, voir Fiche technique et Distribution.
Le Papillon bleu (version originale en anglais The Blue Butterfly) est un film québécois réalisé par Léa Pool sorti en 2004.

## Synopsis

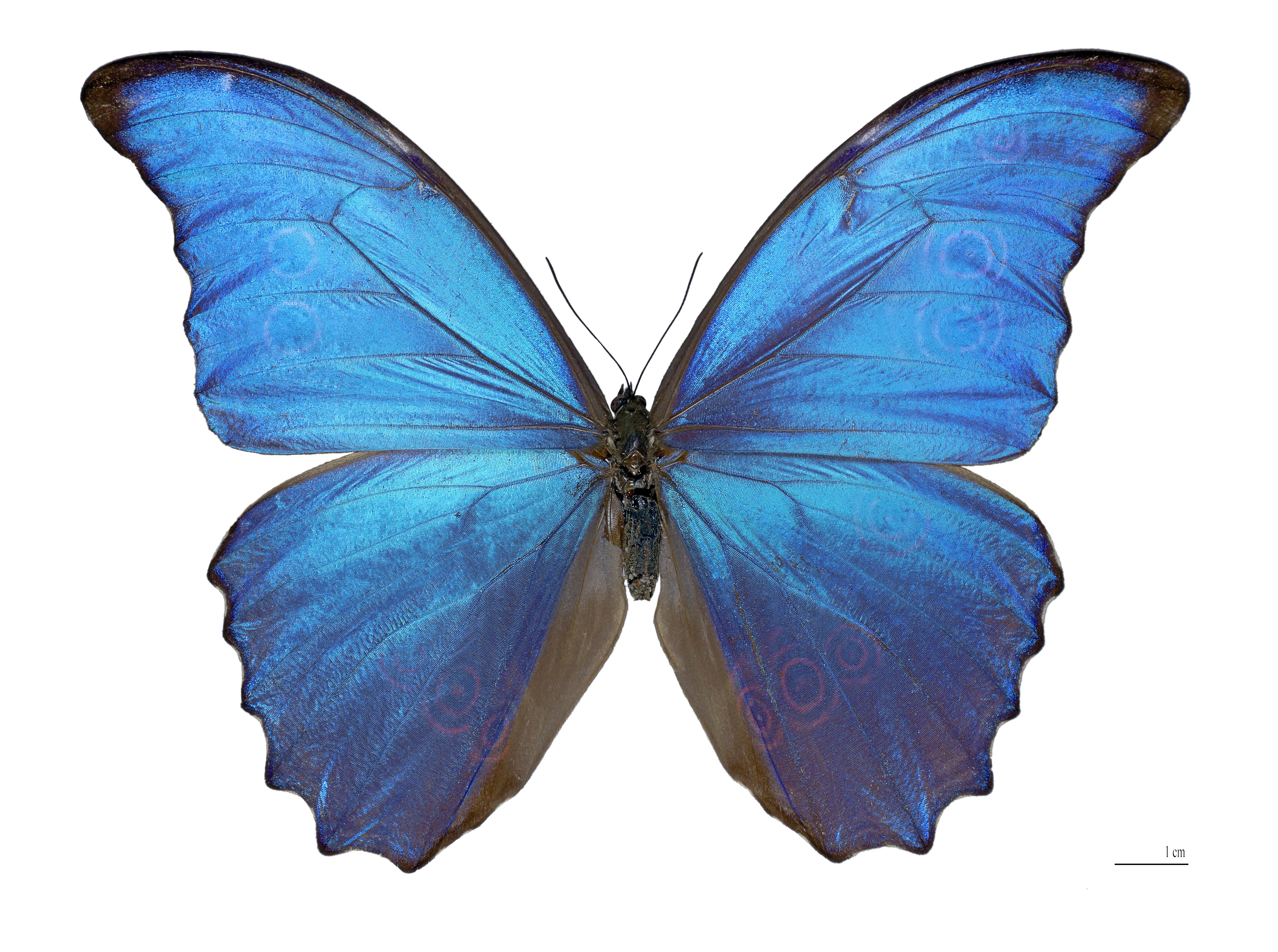
Le morpho bleu.

Pete est un jeune garçon atteint d'un cancer incurable. Son vœu le plus cher est d'ajouter à sa collection de papillons le morpho bleu avant de mourir. Sa mère tente de convaincre le célèbre entomologiste Alan Osborne d'emmener son fils dans la jungle pour réaliser ce rêve. Après quelques réticences, celui-ci cède. Les trois personnages partent donc en pleine forêt tropicale en quête du morpho bleu.
Au cours de leur périple, les protagonistes se rapprochent les uns des autres. De multiples aventures viennent renforcer cette situation. À la veille de leur départ, Pete trouve enfin l'objet de ses rêves, mais décide de le relâcher, à l'image de son propre cas. En effet, à leur retour, toute trace de cancer chez Pete a disparu.
Inspiré d'une histoire vraie, ce film raconte l'aventure de l'entomologiste Georges Brossard qui, à la demande de la Fondation Rêves d'enfants, avait emmené en 1987 David Marenger, un jeune garçon en phase terminale, en Amérique du Sud dans le but de capturer un morpho bleu.

## Fiche technique
- Titre original : (fr) Le Papillon bleu/(en) The Blue Butterfly
- Réalisation : Léa Pool
- Scénario : Pete McCormack (en)
- Musique : Stephen Endelman
- Direction artistique : Jaime Fernandez
- Décors : Josée Arsenault
- Costumes : Michèle Hamel
- Photographie : Pierre Mignot
- Son : Graham Daniel, Andy Kennedy, Ray Merrin
- Montage : Michel Arcand
- Production : Arnie Gelbart, Francine Allaire, Claude Bonin
- Société de production : Film Tonic, Galafilm, Global Arts Productions, Palpable Productions
- Sociétés de distribution : Alliance Atlantis Vivafilm et Universal Studios Home Video Canada
- Budget : 12 millions de dollars[1]
- Pays d'origine :  Canada
- Langue originale : anglais
- Format : couleur, 35mm, format d'image 1.85 : 1
- Genre : drame
- Durée : 97 minutes
- Dates de sortie :
  - Canada : 20 février 2004 (Québec)
  - Argentine : 18 mars 2004 (Festival international du film de Mar del Plata)
  - Canada : 22 octobre 2004 (DVD au Québec)
  - États-Unis : 22 octobre 2004 (Festival international du film pour enfants de Chicago (en))

## Distribution
- William Hurt : Alan Osborn
- Marc Donato : Pete Carlton
- Pascale Bussières : Teresa Carlton, mère de Pete
- Raoul Trujillo : Alejo
- Marianella Jimenez : Yana
- Gerardo Hernandez : Manolo
- Steve Adams : présentateur
- Silverio Morales : Diego
- Samuel Lopez : Esteban
- Elizabeth MacRae : agente de presse
- Paul Stewart : officier de police